# هورتن آگ
هورتن آگ (انگلیسی: Horten AG) شرکت خرده‌فروشی آلمانی است، که در سال ۱۹۳۶ تأسیس شد.